# Aeroportul Moree
Aeroportul Moree (IATA: MRZ, ICAO: YMOR) este un aeroport din Moree⁠(d), Moree Plains Shire⁠(d), Noul Wales de Sud, Australia ce deservește zona morenă. Aeroportul a fost tranzitat în 2022 de 29.626 de pasageri. A fost numit după Moree⁠(d).
Situat la o altitudine de 211 m, aeroportul dispune de o singură pistă. Este operat de Moree Plains Shire⁠(d).